# Museo de Arte Contemporáneo Helga de Alvear
Das Museo de Arte Contemporáneo Helga de Alvear, auch Centro de Artes Visuales Fundación Helga de Alvear, ist ein 2010 eröffnetes Museum für Moderne Kunst in der spanischen Stadt  Cáceres in der Extremadura, das 2021 um einen Neubau erweitert wurde.

## Geschichte
Das Museum entstand aus der Privatsammlung von Helga de Alvear, der deutschen Frau eines spanischen Architekten. Erste Kunstwerke wurden 1967 gekauft – die Sammlung umfasst mittlerweile über 3000 Werke. Alvear beschloss, die Werke mit einer Stiftung der Öffentlichkeit zugänglich zu machen. Zu diesem Zwecke wurde die Casa Grande von 1913 im Zentrum von Cáceres umgebaut und im Sommer 2010 mit der Ausstellung Márgenes de silencio eröffnet. Im Jahr 2021 wurde der moderne Anbau von Tuñón Arquitectos eröffnet. Alvear übergibt die Sammlung der Stadt Cáceres, welche sie frei zugänglich in dem Museum ausstellt.

## Sammlung
Die Sammlung umfasst Werke von mehr als 500 verschiedenen Künstlern, darunter Roy Lichtenstein, Joseph Beuys, Dan Flavin, Josef Albers, Paul Klee, Nan Goldin, Jenny Holzer, Anish Kapoor, Philippe Parreno und Gordon Matta-Clark.